# Andreas Angerstorfer
Andreas Angerstorfer (* 15. Oktober 1948 in Straubing; † 11. Juli 2012 in Regensburg) war ein deutscher römisch-katholischer Theologe und Judaist.

## Leben
Andreas Angerstorfer wurde in Straubing geboren und schloss seine Schulbildung mit Abitur ab. Im Anschluss daran besuchte er das Priesterseminar Regensburg. Er verließ das Seminar und studierte in der Folge an der dortigen Universität Theologie und Geschichte. Im Jahre 1977 schloss er seine Dissertation zum Thema Der Schöpfergott des Alten Testaments ab.
Andreas Angerstorfer war seit 1973 wissenschaftlicher Mitarbeiter an der Fakultät für Katholische Theologie der Universität Regensburg und lehrte Griechisch, semitische Sprachen und Judaistik. Er galt als Spezialist für die jüdische Stadtgeschichte Regensburgs und arbeitete an einer Vielzahl von Projekten zur Dokumentation von jüdischen Friedhöfen und Grabsteinen mit. Angerstorfer engagierte sich im Vorstand der Gesellschaft für Christlich-Jüdische Zusammenarbeit Regensburg für den jüdisch-christlichen Dialog sowie im Kampf gegen Rechtsradikalismus.

## Schriften
- Der Schöpfergott des Alten Testaments. Herkunft und Bedeutungsentwicklung des hebräischen Terminus bara (bara) „schaffen“ (= Regensburger Studien zur Theologie, Band 20). Lang, Frankfurt am Main [u. a.] 1979, ISBN 3-261-02703-7, zugleich: Dissertation, Universität Regensburg, 1977
- Hebräische Quellen zum christlichen und jüdischen Hexenglauben in Bayern am Anfang des 13. Jahrhunderts, in: Verhandlungen des historischen Vereins für Oberpfalz und Regensburg, 133.1993, S. 17–28, Digitalisat: [].
- zusammen mit Annemarie Dengg: Rechte Strukturen in Bayern Oberpfalz und Niederbayern. Bayernforum München 2005.
- zusammen mit Annemarie Dengg: Sterilisationspolitik unterm Hakenkreuz. Zwangssterilisationen in Regensburg und in Oberpfalz/Niederbayern. Evangelisches Bildungswerk, Regensburg 1999, ISBN 3-00-003854-X
- zusammen mit Jutta Dresken-Weiland und Andreas Merkt: Himmel, Paradies, Schalom Tod und Jenseits in christlichen und jüdischen Grabinschriften der Antike (= Handbuch zur Geschichte des Todes im frühen Christentum und seiner Umwelt. Band 1). Schnell & Steiner, Regensburg 2012, ISBN 978-3-7954-2325-4